# Mala onda (canción)
«Mala onda» es una canción grabada por la banda mexicana de indie rock Little Jesus. Fue lanzada el 6 de mayo de 2016 como el primer sencillo de su segundo álbum de estudio Río salvaje.
Fue escrita por el vocalista del grupo, Santiago Casillas, quien también se encargo de la producción junto al colombiano Mateo Lewis. Alcanzó más de 5 millones de reproducciones en Spotify.

## Video musical
Un vídeo musical oficial fue lanzado para «Mala onda», se publicó el 6 de mayo de 2016 en la plataforma digital YouTube. Fue dirigido y producido por Fuerzas Básicas. Ha recibido más de 3 millones de reproducciones desde su publicación.

## Lista de canciones

### Descarga digital
| Mala onda — Sencillo |             |          |  |
| N.º                  | Título      | Duración |  |
| 1.                   | «Mala onda» | 5:21     |  |